# Kastagnetten

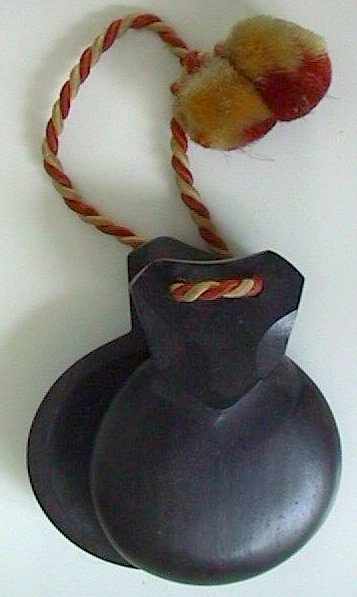
Kastagnetten

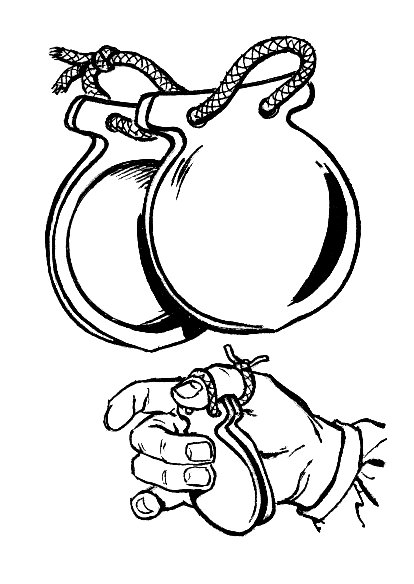
Kastagnetten mit typischer Handhaltung

Kastagnetten ([kastaˈɲɛtn̩]) sind einzeln oder paarweise zu spielende, muschelförmige, meist hölzerne Klappern von etwa fünf Zentimetern Durchmesser, die zur rhythmischen Begleitung geeignet sind und hauptsächlich mit der spanischen Musik verbunden werden.

## Bauform

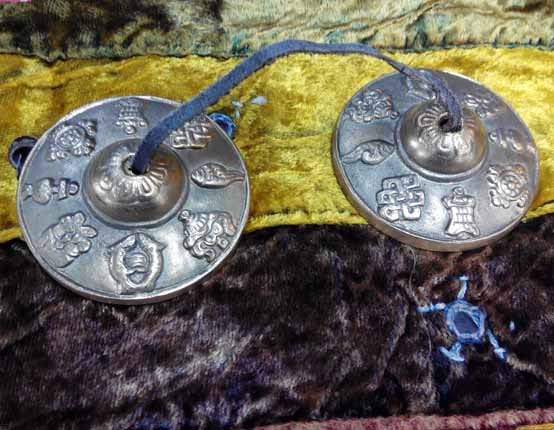
Tibetanische Crotalos

Das Perkussionsinstrument besteht aus zwei schalenförmig ausgehöhlten Muscheln (conchas), die normalerweise aus Hartholz gefertigt sind, heute aber oft auch aus glasfaserverstärktem Kunststoff hergestellt werden. Mit dem an einem Ende angebrachten Band, das die beiden Kastagnettenblätter lose miteinander verbindet, werden die Muscheln an einem Finger (in der Regel am Daumen, früher und bei bestimmten regionalen Tänzen auch heute noch am Mittelfinger) befestigt. Mithilfe der anderen Finger kann man die Schalen schnell und rhythmisch gegeneinanderschlagen, was einen tremolierenden Klang erzeugt. Bei paariger Spielweise mit beiden Händen besteht das Kastagnettenpaar aus einem tiefer (spanisch macho, „Männchen“), und einem höher klingenden Instrument (hembra, „Weibchen“). Durch Anwendung unterschiedlicher Anschlagstechniken können verschiedene Klangfarben erzeugt werden. 
Eine vereinfachte Variante sind die mit einem Holzstiel versehenen Stielkastagnetten, die wesentlich einfacher zu spielen sind, jedoch nur eine einzige Art von Klang hervorbringen. Sie werden im Orchester eingesetzt. Andere Klappern sind das Krotalon in der Musik der Antike und die Chácaras auf den Kanarischen Inseln.

## Herkunft
Die Kastagnetten stammen vermutlich aus dem Orient, das Wort kann auf die arabische Bezeichnung für Zimbel (Paarbecken) kas, auch kāsāt, zurückgeführt werden. Gegenschlag-Idiophone waren schon in Mesopotamien, bei den Ägyptern und Griechen bekannt. In Spanien sind diese seit dem 1. Jahrhundert v. Chr. belegt. Ähnliche Klappern sind in den Cantigas de Santa Maria aus dem 13. Jahrhundert abgebildet. 
Nach einer anderen Etymologie erhielten Kastagnetten den spanischen Namen castañuelas wegen ihrer Ähnlichkeit mit Kastanien (spanisch castaña). Im Westen der Region Andalusien werden sie auch palillos („Stöckchen“) genannt.

## Spielweise
Die Kombination von Kastagnetten und Gitarrenbegleitung gilt seit dem 17. Jahrhundert als wesentliches Merkmal spanischer Tanzmusik, ist aber auch in Süditalien (Neapel) bekannt. In der klassischen Musik werden sie meist in Werken mit spanischen Anklängen eingesetzt, etwa in der Oper Carmen von Georges Bizet (1875), in der Oper Le Cid von Jules Massenet (1885) und in der Rhapsodie España von Emmanuel Chabrier (1883).
Zu den Pionieren des virtuosen Kastagnettenspiels gehört die spanische Tänzerin La Argentina. Sie trug auch maßgeblich zur baulichen und klanglichen Weiterentwicklung der Kastagnetten bei.